# Aziatische berk
De Aziatische berk (Betula platyphylla) is een circa 10 m hoge boom uit de berkenfamilie (Betulaceae). De boom is afkomstig uit Oost-Azië. In West-Europa is de boom winterhard.
Er worden ondersoorten onderscheiden als:
- Betula platyphylla subsp. mandshurica, afkomstig uit Mantsjoerije. Deze treft men in de literatuur ook wel aan onder de naam Betula mandshurica.
- Betula platyphylla subsp. szechuanica.

Ze is de waardplant voor de nachtvlinders Acleris delicatana, Acleris logiana en Acleris submaccana.
... · 
B. albosinensis (Chinese berk) · 
B. ermanii (Goudberk) · 
B. fruticosa  · 
B. humilis  · 
B. lenta (Suikerberk) · 
B. maximowicziana (Grootbladige berk) · 
B. medwediewii (Transkaukasische berk) · 
B. nana (Dwergberk) · 
B. nigra (Rode berk) ·  
B. papyrifera (Papierberk) · 
B. paraermanii · 
B. pendula (Ruwe berk) · 
B. platyphylla (Aziatische berk) · 
B. populifolia (Grijze berk) · 
B. pubescens (Zachte berk) · 
B. utilis (Witte Himalayaberk) · 
...